# Verwaltungsgebäude Bismarckplatz 3
Das Verwaltungsgebäude Bismarckplatz 3, ehemals das Finanzamt Delmenhorst, in Delmenhorst-Mitte, wurde 1925 gebaut. Heute ist hier das Katasteramt Delmenhorst des Landesamtes für Geoinformation und Landesvermessung Niedersachsen (LGLN).
Das Bauwerk ist ein Baudenkmal in Delmenhorst.

## Geschichte
Das dreigeschossige verklinkerte Haus mit einem markanten Portal mit einem Rundbogen wurde 1925 nach Plänen des Reformarchitekten Heinz Stoffregen am Rathausplatz gebaut. Dem Bau war ein Architekturwettbewerb vorausgegangen, indem Stoffregen sich gegen Carl Eeg und Fritz Drieling durchsetzen konnte. Hier wurde das Finanzamt und das Katasteramt untergebracht. Ende 1987 wurde ein Neubau für das Finanzamt fertiggestellt und 1987/88 bezogen; das Katasteramt verblieb in dem Gebäude.
Das Finanzamt Delmenhorst beim Landesamt für Steuern in Niedersachsen befindet sich aktuell Friedrich-Ebert-Allee 15.
Stoffregen hat in Delmenhorst u. a. das Rathaus Delmenhorst, die Markthalle Delmenhorst, die Städtische Galerie Delmenhorst und diverse Wohn- und Reihenhäuser entworfen.

## Architektur
Das Gebäude ist ein symmetrischer 3-geschossiger Klinker-Bau mit ziegelgedecktem Satteldach. Überm dem mittig platzierten, aus der Fassade zurückversetzten rundbogigen Eingang ragte ursprünglich ein geschmückter, hoher Blendgiebel auf, der in den 1950er Jahren abgenommen wurde. Erwähnenswert ist außerdem die Bildhauerarbeit über dem Haupteingang. Dort befindet sich eine Sandsteinplatte mit Reichsadler und der Jahreszahl 1926.